# Bracken County
Bracken County ist ein County im Bundesstaat Kentucky der Vereinigten Staaten. Das U.S. Census Bureau hat bei der Volkszählung 2020 eine Einwohnerzahl von 8400 ermittelt.
Der Verwaltungssitz (County Seat) ist Brooksville, das nach David Brooks benannt wurde, einem amerikanischen Staatsmann.

## Geographie
Das County liegt im Nordosten von Kentucky, grenzt an den Bundesstaat Ohio, von dem es durch den Ohio River getrennt ist und hat eine Fläche von 541 Quadratkilometern, wovon 15 Quadratkilometer Wasserfläche sind. Es grenzt in Kentucky im Uhrzeigersinn an folgende Countys: Mason County, Robertson County, Harrison County und Pendleton County. Das County ist Teil der Metropolregion Cincinnati.

## Geschichte
Bracken County wurde am 14. Dezember 1796 aus Teilen des Campbell County und des Mason County gebildet. Benannt wurde es nach dem Big Bracken Creek und dem Little Bracken Creek, die hier in der Gegend sind und von den Indianern nach William Bracken benannt wurden.
23 Bauwerke und Stätten des Countys sind im National Register of Historic Places eingetragen (Stand 6. September 2017).

### Historische Objekte
Unweit von Foster findet sich das im NRHP gelistete historische Bradford School House.

## Demografische Daten

Alterspyramide des Bracken Countys (Stand: 2000)

Nach der Volkszählung im Jahr 2000 lebten im Bracken County 8.279 Menschen in 3.228 Haushalten und 2.346 Familien. Die Bevölkerungsdichte betrug 16 Einwohner pro Quadratkilometer. Ethnisch betrachtet setzte sich die Bevölkerung zusammen aus 98,48 Prozent Weißen, 0,62 Prozent Afroamerikanern, 0,25 Prozent amerikanischen Ureinwohnern, 0,06 Prozent Asiaten, 0,04 Prozent Bewohnern aus dem pazifischen Inselraum und 0,21 Prozent aus anderen ethnischen Gruppen; 0,35 Prozent stammten von zwei oder mehr Ethnien ab. 0,47 Prozent der Bevölkerung waren spanischer oder lateinamerikanischer Abstammung.
Von den 3.228 Haushalten hatten 33,5 Prozent Kinder und Jugendliche unter 18 Jahre, die bei ihnen lebten. 57,3 Prozent waren verheiratete, zusammenlebende Paare, 10,7 Prozent waren allein erziehende Mütter, 27,3 Prozent waren keine Familien, 23,9 Prozent waren Singlehaushalte und in 11,3 Prozent lebten Menschen im Alter von 65 Jahren oder darüber. Die Durchschnittshaushaltsgröße betrug 2,55 und die durchschnittliche Familiengröße lag bei 3,00 Personen.
Auf das gesamte County bezogen setzte sich die Bevölkerung zusammen aus 25,5 Prozent Einwohnern unter 18 Jahren, 8,4 Prozent zwischen 18 und 24 Jahren, 29,5 Prozent zwischen 25 und 44 Jahren, 23,0 Prozent zwischen 45 und 64 Jahren und 13,5 Prozent waren 65 Jahre alt oder darüber. Das Durchschnittsalter betrug 37 Jahre. Auf 100 weibliche Personen kamen 98,0 männliche Personen. Auf 100 Frauen im Alter von 18 Jahren alt oder darüber kamen statistisch 95,9 Männer.
Das jährliche Durchschnittseinkommen eines Haushalts betrug 34.823 USD, das Durchschnittseinkommen der Familien betrug 40.469 USD. Männer hatten ein Durchschnittseinkommen von 31.503 USD, Frauen 21.139 USD. Das Prokopfeinkommen betrug 16.478 USD. 7,6 Prozent der Familien und 10,8 Prozent der Bevölkerung lebten unterhalb der Armutsgrenze. Davon waren 10,5 Prozent Kinder oder Jugendliche unter 18 Jahre und 17,3 Prozent waren Menschen über 65 Jahre.

## Orte im County
- Augusta
- Berlin
- Bladeston
- Bradford
- Bridgeville
- Brooksville
- Chatham
- Cumminsville
- Foster
- Germantown
- Gertrude
- Johnsville
- Lenoxburg
- Milford
- Neave
- Petra
- Powersville
- Rock Springs
- Santa Fe
- South Higginsport
- Stonewall
- Stoney Point
- Wellsburg
- Willow
- Willow Grove
- Woolcott